# Alexius Slaw

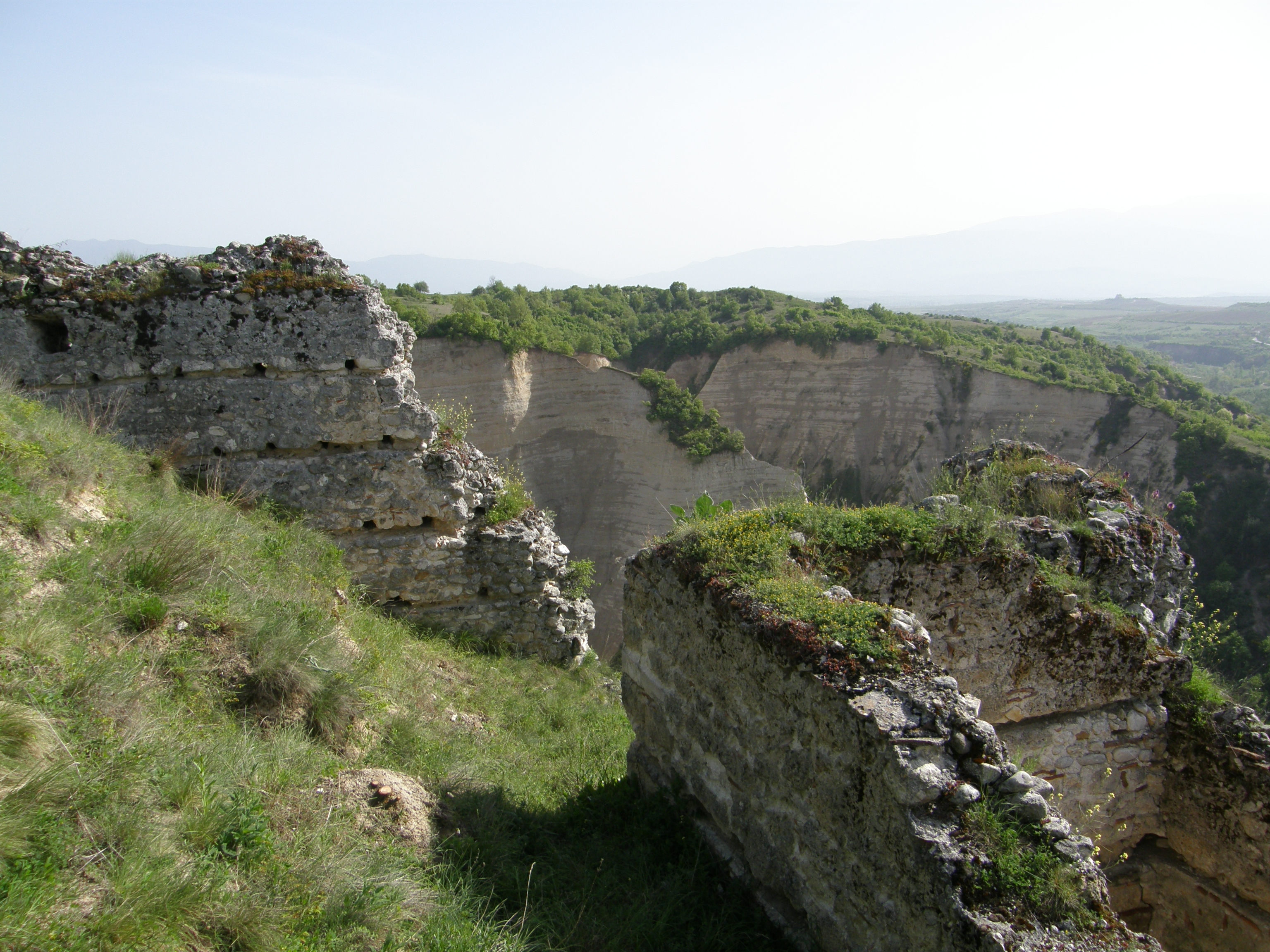
Ruine der Slaw-Festung in Melnik

Alexius Slaw (bulgarisch Алексий Слав, wissenschaftliche Transliteration Aleksij Slav) war ein bulgarischer Boljar und Ende des 12., Anfang des 13. Jahrhunderts Despot und unabhängiger Herrscher der Rhodopen mit Sitz in der Festung Zepina. 1209 verlegte er seinen Sitz nach Melnik.
Slaw stammte aus dem Haus Assen und war ein Neffe der Zarenbrüder Iwan Assen I., Peter IV. Assen und Kalojan. Seine Mutter war deren Schwester. Er war auch mit dem Zaren Boril und dem Sebastokrator Stres verwandt.
Als 1207 bei ungeklärten Umständen Zar Kalojan bei der Belagerung Thessalonikis starb, erklärte sich Boril zum Zaren. In der folgenden Zeit verfolgte er seine engsten Verwandten. So floh der Thronnachfolger Iwan Assen II. zu den Kumanen. Alexius Slaw erklärte sich jedoch zum unabhängigen Herrscher. Um seine Position gegen den Usurpator zu festigen, erklärte sich 1208 Slaw zum Vasall des Lateinischen Kaiserreichs von Konstantinopel. Von den Lateinern (Kreuzritter des Vierten Kreuzzugs) erhielt Alexius Slaw den Titel „Despot“, die Anerkennung seines Landes und die minderjährige, uneheliche Tochter des Kaisers Heinrich von Flandern zur Frau. Trotzdem gelang es Zar Boril 1208 Melnik und die gesamte Region des mittleren Strumatals von den vereinten Truppen von Slaw und den Lateinern zu erobern. 1211 konnte Slaw jedoch wieder seiner Hauptstadt zurückerobern. Der Bund mit den Kreuzrittern dauerte jedoch bis 1216, als die junge Frau von Slaw starb.
Sein Verwandter Iwan Assen kehrte nach Tarnowo zurück, stürzte den Usurpator Boril und festigte seine Macht. Er war jedoch zu fern, um Slaws Sicherheit zu gewährleisten. Slaws Reich, das zwischen den Lateinern und den Despotat Epirus lag, war in ständiger Gefahr von einer der beiden Mächte erobert zu werde. In dieser Situation entschied sich Slaw einen Bund mit dem Despoten von Thessaloniki Theodoros I. Angelos einzugehen und heiratete die Tochter dessen Schwagers Johannes Petraliphas. Er sah sich in seiner Handlungen bestätigt, als Theodoros I. vom Erzbischof von Ohrid zum byzantinischen Kaiser und somit zum Gegenkaiser von Konstantinopel gesalbt wurde.